# Eustache Du Caurroy
François Eustache Du Caurroy (ur. w Gerberoy, ochrzczony 4 lutego 1549 w Beauvais, zm. 7 sierpnia 1609 w Paryżu) – francuski kompozytor.

## Życiorys
Pochodził ze stanu rycerskiego, od około 1569 roku był śpiewakiem kapeli królewskiej w Paryżu. W 1578 roku otrzymał tytuł sous-maître de la chapelle, a od 1595 roku był nadwornym kompozytorem królewskim. Trzykrotnie, w 1575, 1576 i 1578 roku, został nagrodzony w konkursie muzycznym w Évreux za swoje chansons i motety. Był duchownym, a dzięki swojej pozycji na dworze otrzymał liczne intratne beneficja: pełnił funkcję kanonika w kościołach Sainte-Chapelle w Dijon, Sainte-Croix w Orleanie oraz przeora klasztorów St-Ayoul w Provins, w Passy-sur-Seine i Saint-Cyr-en-Bourg.

## Twórczość
Przedstawiciel stylu Musique mesurée à l’antique, nawiązywał do dorobku Claude’a Le Jeune, Josquina des Prés, Adriana Willaerta i Gioseffo Zarlino. Jego twórczość ma znaczenie głównie lokalne, jest jednak istotny jako jeden z czołowych kompozytorów instrumentalnej muzyki zespołowej przełomu XVI i XVII wieku oraz pierwszy przedstawiciel stylu wielochórowego w muzyce francuskiej. Opublikowany w 1610 roku w Paryżu zbiór Meslanges de la musique zawiera 10 psalmów, 35 chansons i 15 pieśni bożonarodzeniowych, wszystkie na 4–6 głosów. Pozostałe prace, w tym m.in. zawierające 53 motety na 3–7-głosów Preces ecclesiasticae, ukazały się w większości pośmiertnie. Du Caurroy jest również autorem napisanej w 1606 roku mszy żałobnej. Utwór ten został wykonany po raz pierwszy podczas pogrzebu króla Henryka IV w 1610 roku, a później był elementem uroczystości pogrzebowych kolejnych monarchów francuskich w bazylice Saint-Denis aż do końca XVII wieku.